# Antipalpus weinbergae
Antipalpus weinbergae är en tvåvingeart som beskrevs av Moucha och Hradsky 1966. Antipalpus weinbergae ingår i släktet Antipalpus och familjen rovflugor. Inga underarter finns listade i Catalogue of Life.